# Ка Фалкети (Болоња)
Ка Фалкети је насеље у Италији у округу Болоња, региону Емилија-Ромања.
Према процени из 2011. у насељу је живело 57 становника. Насеље се налази на надморској висини од 751 м.